# フレーバーライフ
株式会社フレーバーライフ社とは、精油（エッセンシャルオイル）、アロマテラピー・ハーブ関連商品の輸入・企画・製造・卸・小売を行っている株式会社。
また、精油関連商品のOEM ・ PB商品の企画 ・ 製造、アロマテラピースクールの運営も行っている。

## 概要
この会社は英国Aromatherapy Trade Council（アロマテラピー精油取引協議会）及び、Soil Association（英国土壌協会）加盟社等より原材料を輸入し、日本国内において充填・製品化している。
また近年、日本産の植物から取れるひのき、ゆず等精油もラインナップに取り入れ、日本人になじみのある香りの提供も行っている。

## 沿革
- 1996年
  - 12月
    - 東京都小平市にて株式会社 フレーバーライフ社設立
    - フレーバーライフブランドにて精油の卸売・小売を開始
    - 現、（公益社団法人）日本アロマ環境協会の前身日本アロマテラピー協会の設立参加、加盟
- 1998年6月 - 業界に先駆けてインターネット上での個人向け通信販売開始
- 2000年10月 - 英国精油専門商社と業務提携し輸入開始
- 2005年
  - 4月 - 社団法人日本アロマ環境協会（現公益社団法人）加盟
  - 8月 - 業務拡大に伴い、事業所を国分寺市に移転、同時にショールームを開設
- 2006年
  - 2月
    - 英国オーガニック精油専門商社NHR社と業務提携しオーガニック精油輸入開始
    - これに伴いオーガニック精油ブランド「クイーンメリー」販売開始
- 2007年9月 - （公益社団法人）日本アロマ環境協会認定アロマスクールの開設
- 2008年9月 - 南アフリカ共和国原産ルイボスティの現地大手生産・販売会社「ザ・ビックファイブルイボス社」と「アフリカンドーン」ブランドのルイボスティ日本国内販売業務提携
- 2011年
  - 1月 - 業務拡大に伴い営業本部を新設
  - 6月 - 独立行政法人中小企業基盤整備機構主催「チャレンジKANTO21」参加
- 2012年
  - 1月 - 日本アロマコーディネーター協会入会
  - 7月
    - 本社ショールームをショップ・スクールとしてリニューアル
    - 日本メディカルハーブ協会認定校資格取得、講座開設
- 2014年3月 - インターネットによる卸売取引開始

## 社会貢献
- 公益財団法人 「東京都交響楽団」法人協賛パートナー[4]
- 「被災地へピアノを届ける会」への支援[5]
- 2015. 6 ネパールの子ども達への支援活動 「命の井戸[6]」に支援